# Hjulsta (tunnelbanestation)
Hjulsta är en station inom Stockholms tunnelbana belägen i området Hjulsta i stadsdelen Tensta, Västerort inom Stockholms kommun. Den togs i bruk den 31 augusti 1975 och ligger längs den blå linjen. Den är ändstation för linje 10, efter station Tensta. Stationen utsprängdes i bergrum under Hjulstaskolan. Avståndet från blå linjens ändstation Kungsträdgården är 14,3 kilometer. 

## Historik
Stationen togs i bruk när den första delen av Blå linje invigdes. Entré sker från den södra ändan vid Hjulsta torg. Efter biljetthallen leder rulltrappor och en sidgående hiss ner till ett mellanplan och därifrån går ytterligare rulltrappor och hiss samt trappor ner till stationen som är utsprängd i berg.

### Bilder, stationen

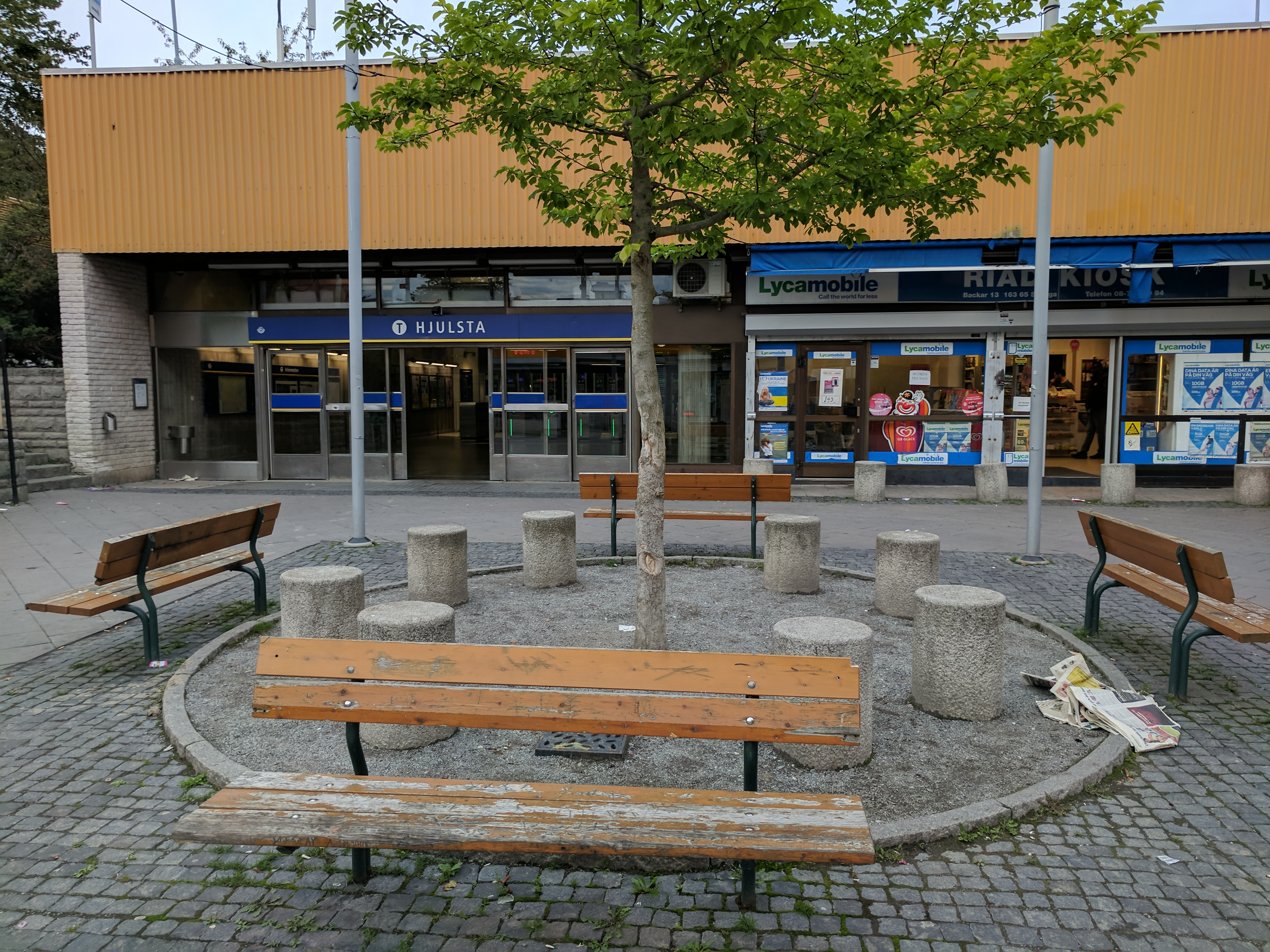
Entrén
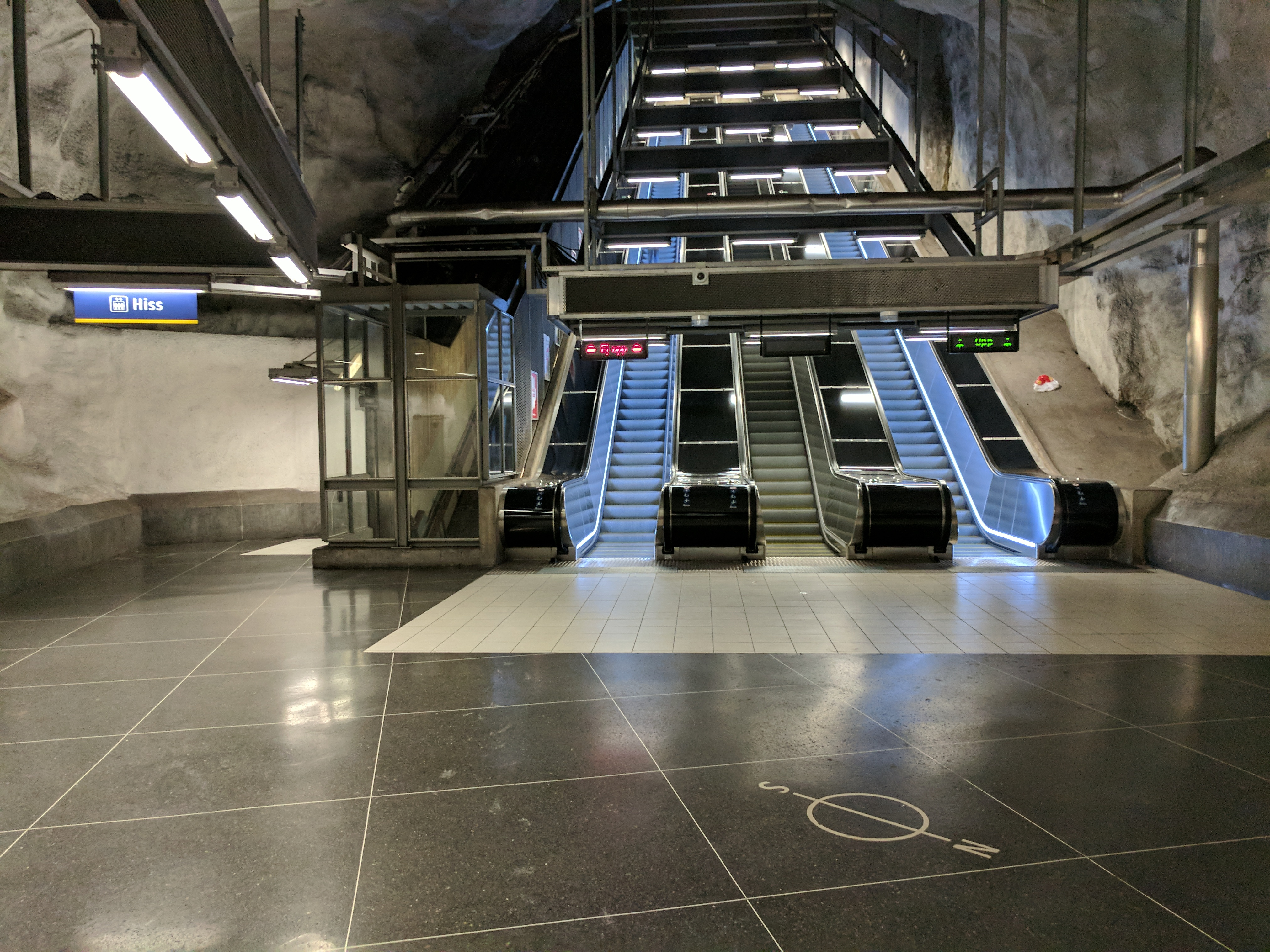
Mellanplanet
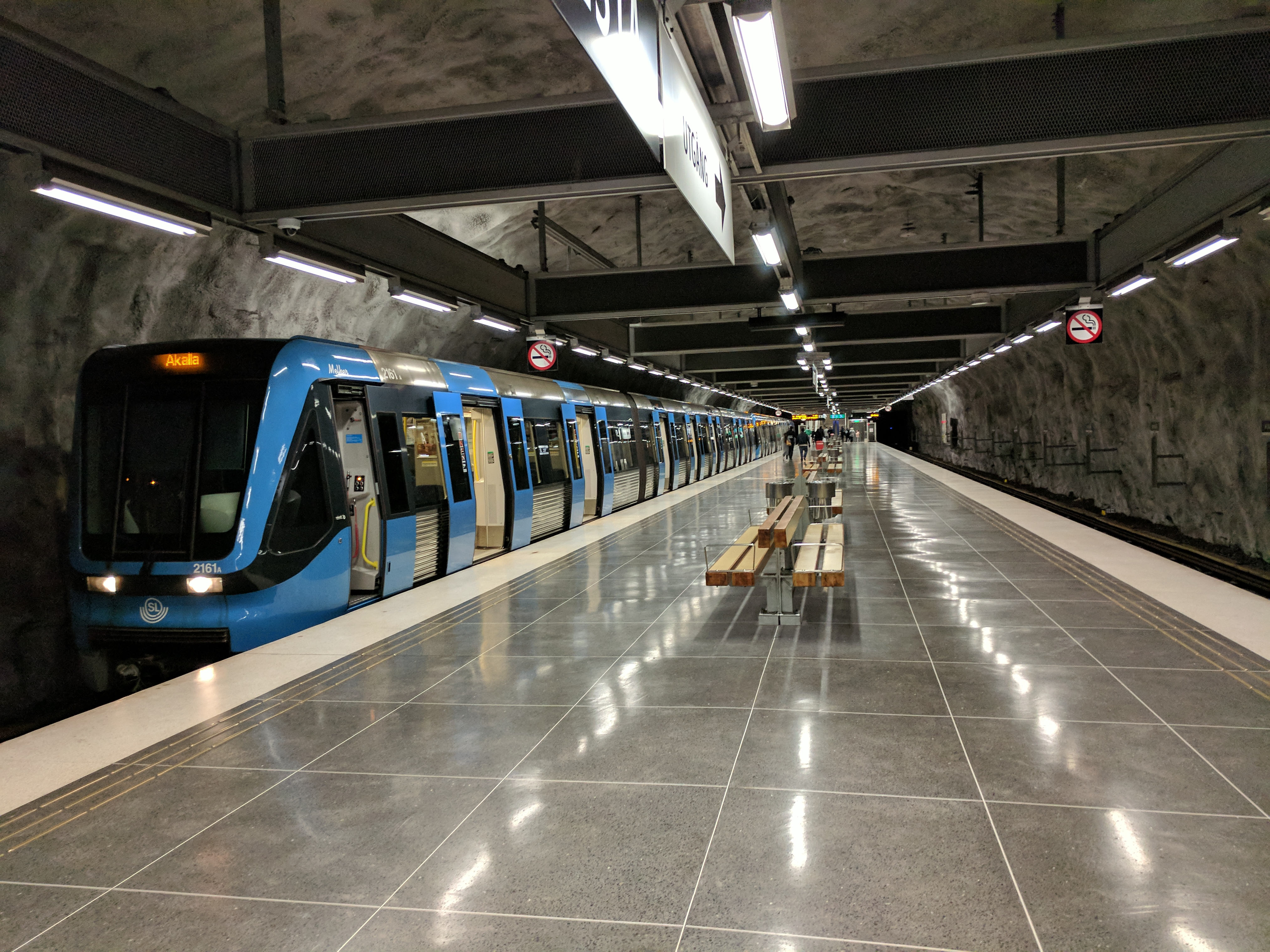
Perrongen
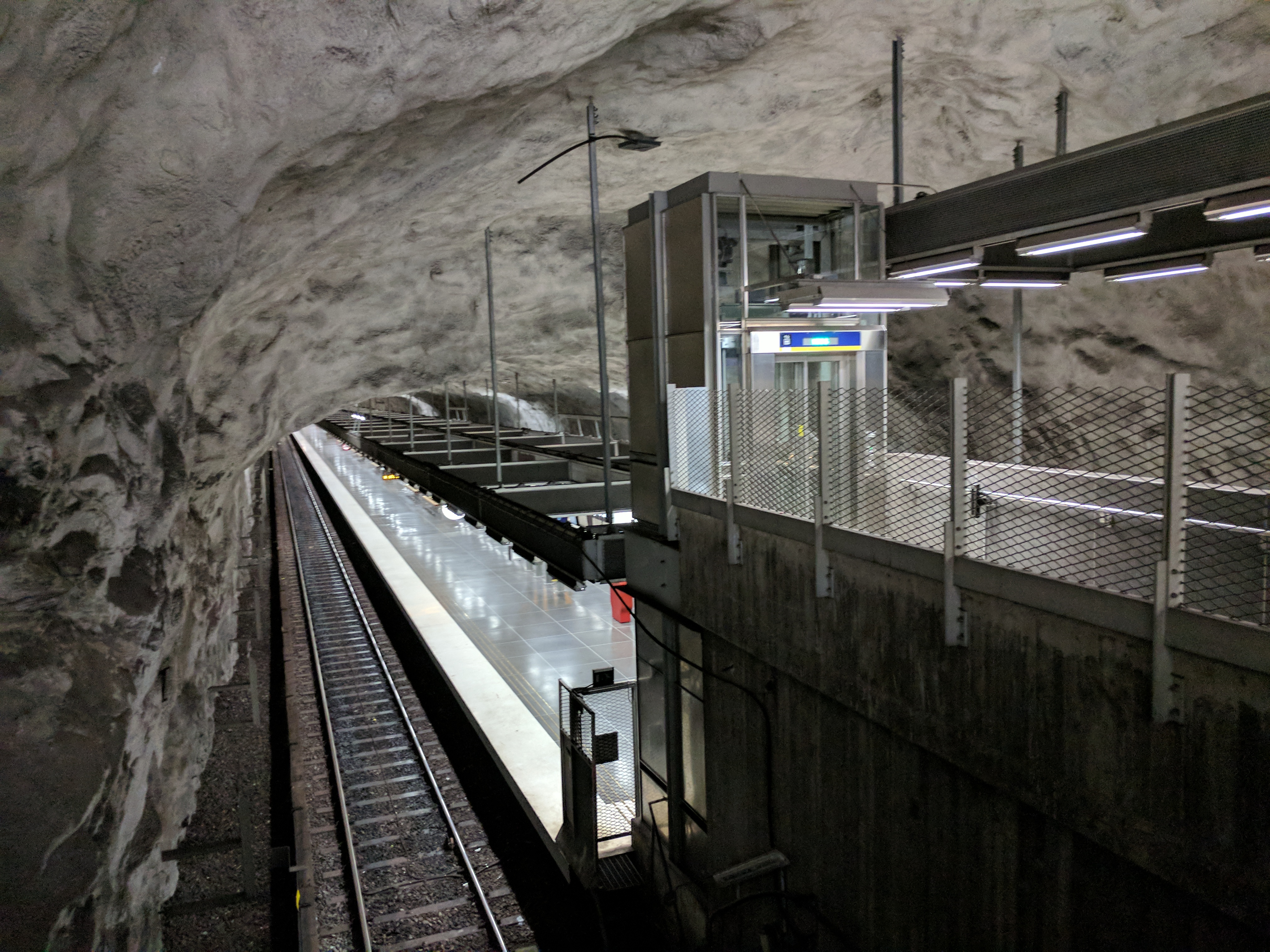
Perongen
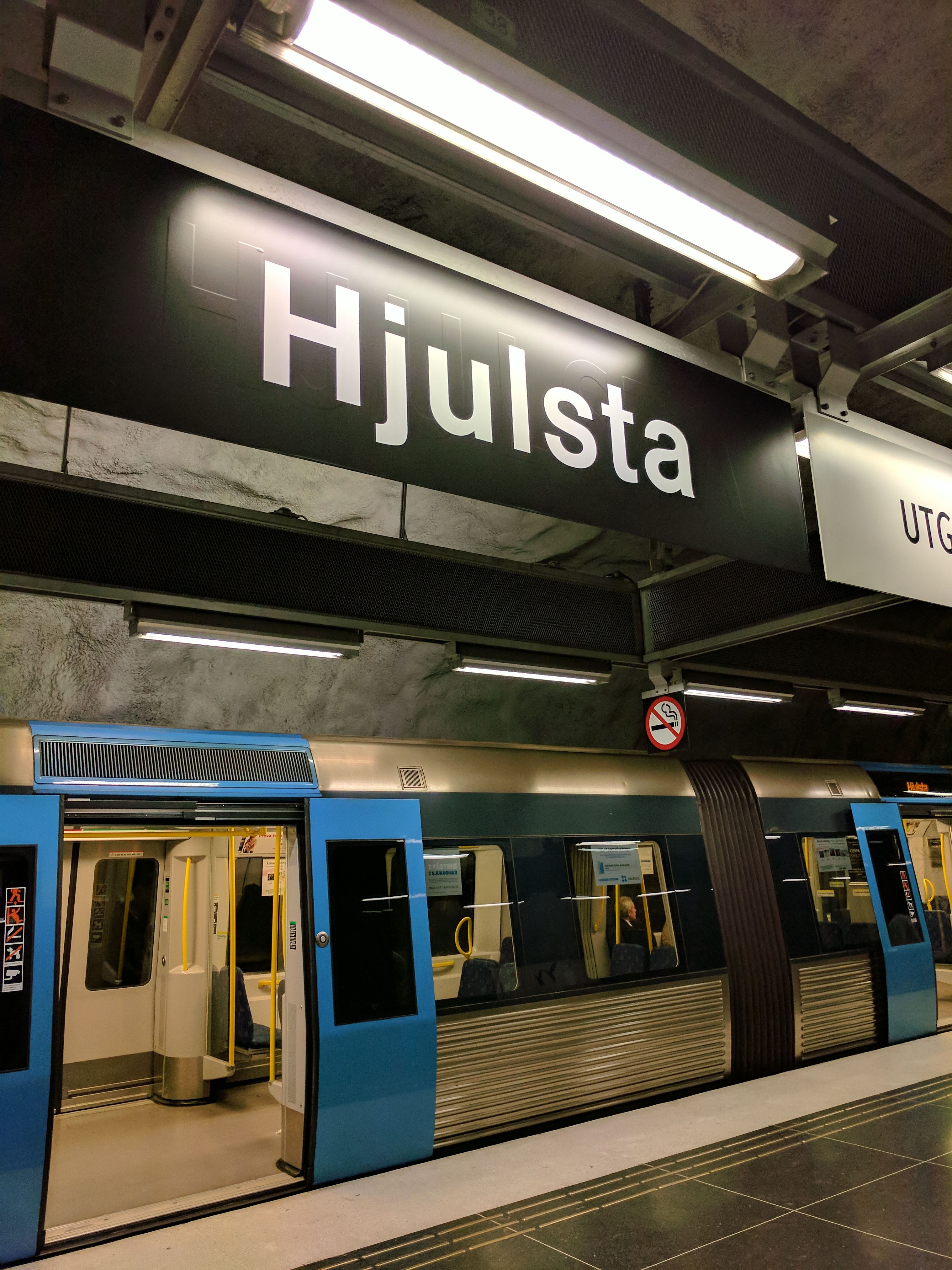
Stationsskylt
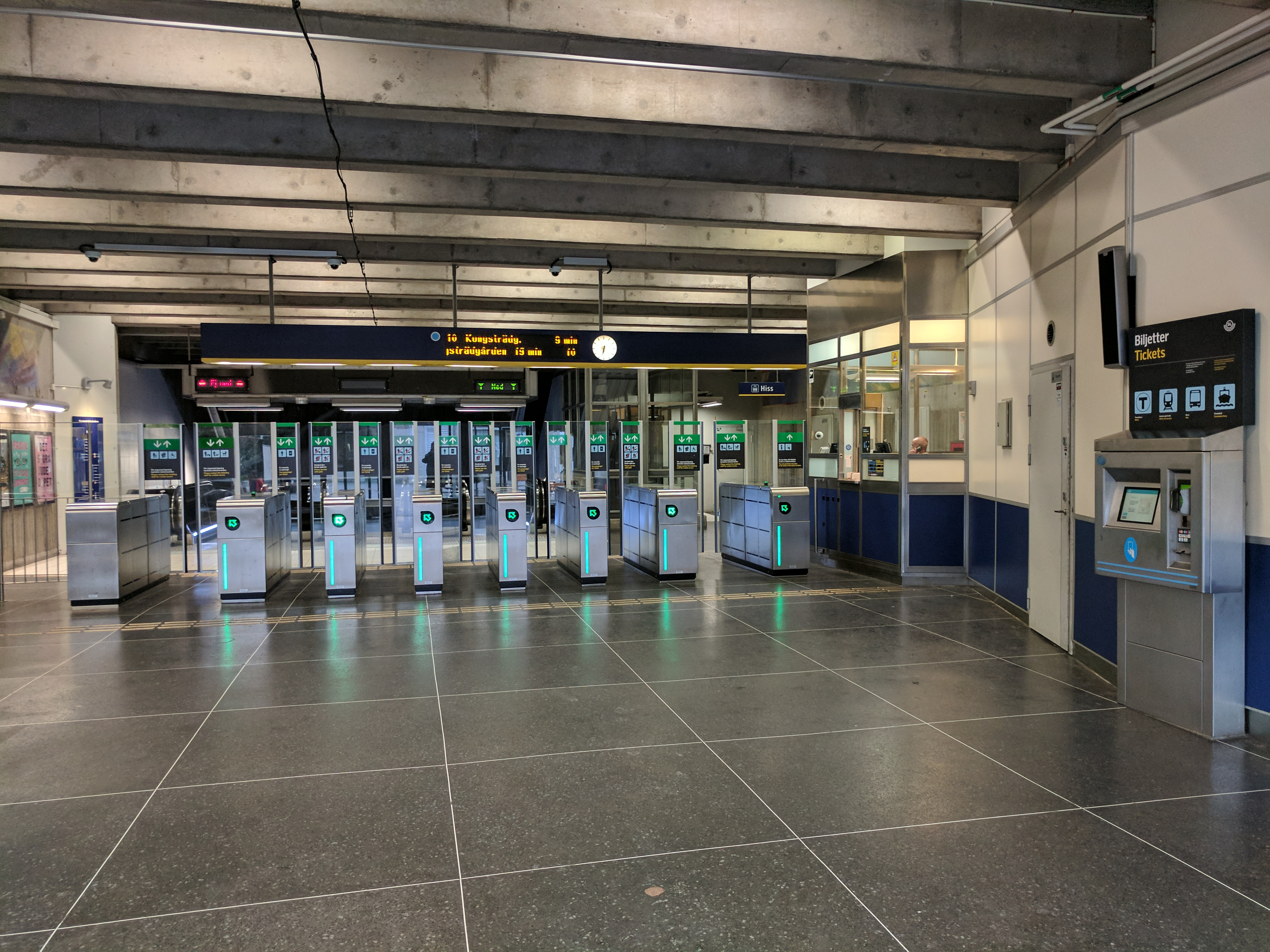
Biljetthallen

## Konstnärlig utsmyckning
Stationen har konstnärlig utsmyckning av flera konstnärer. Det längsta är skapat av Eva Nyberg och visar ett demonstrationståg av svartklädda människor och vajande fanor genom ett landskap med natur, industri och stadsbebyggelse. Bland andra verk märks "Sjöfåglar" av Christina Rundqvist Andersson, "Sista skörden i norra Botkyrka" av Olle Magnusson samt "Landbyska verken vid Engelbrektsplan år 1890" av Ruth Rydfeldt. Magnus Rimling (1940-2003) har bidragit med en uttrycksfull fotorealistisk blyertsteckning i tre fält.

### Bilder, konstnärlig utsmyckning

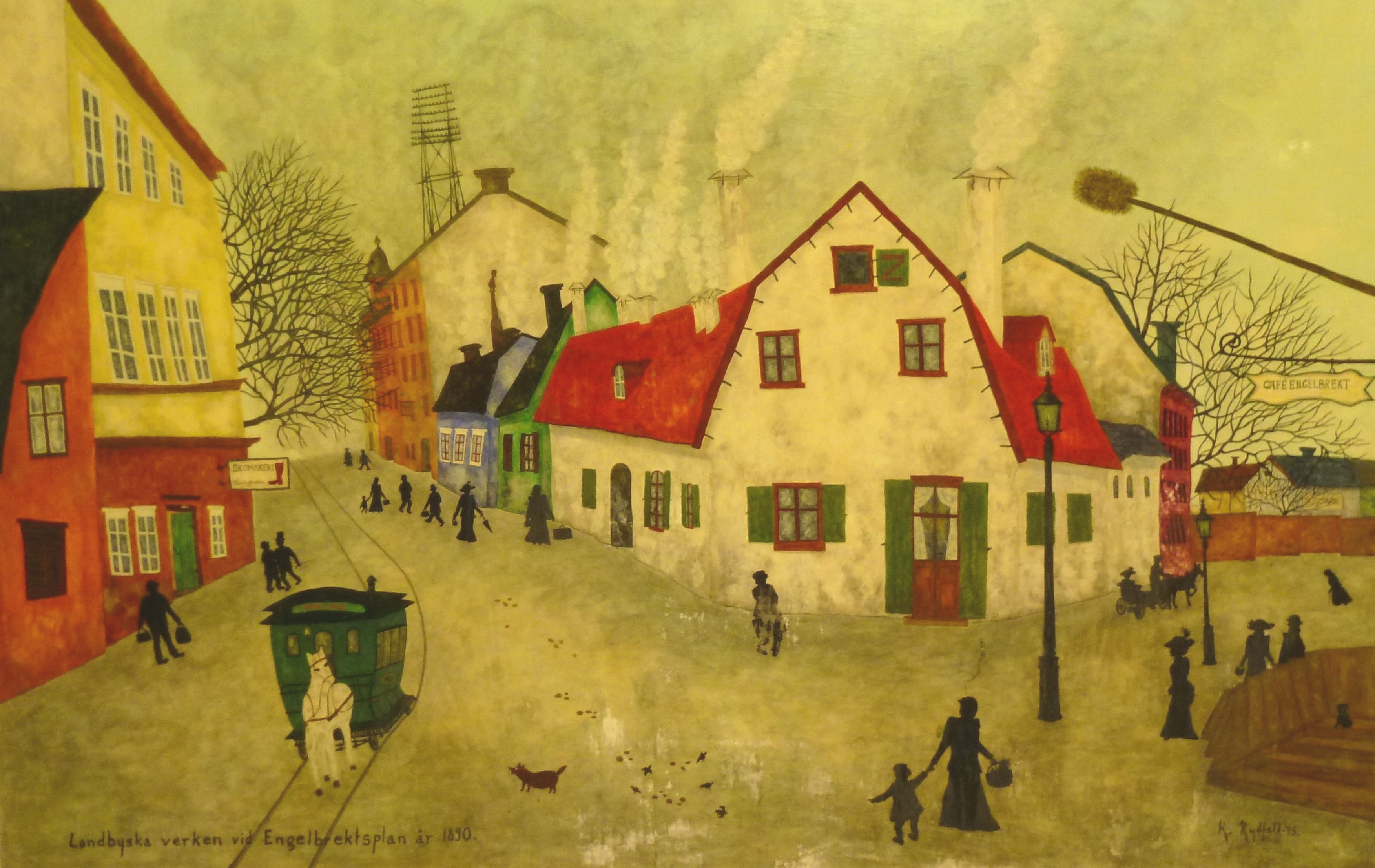
Landbyska verken vid Engelbrektsplan
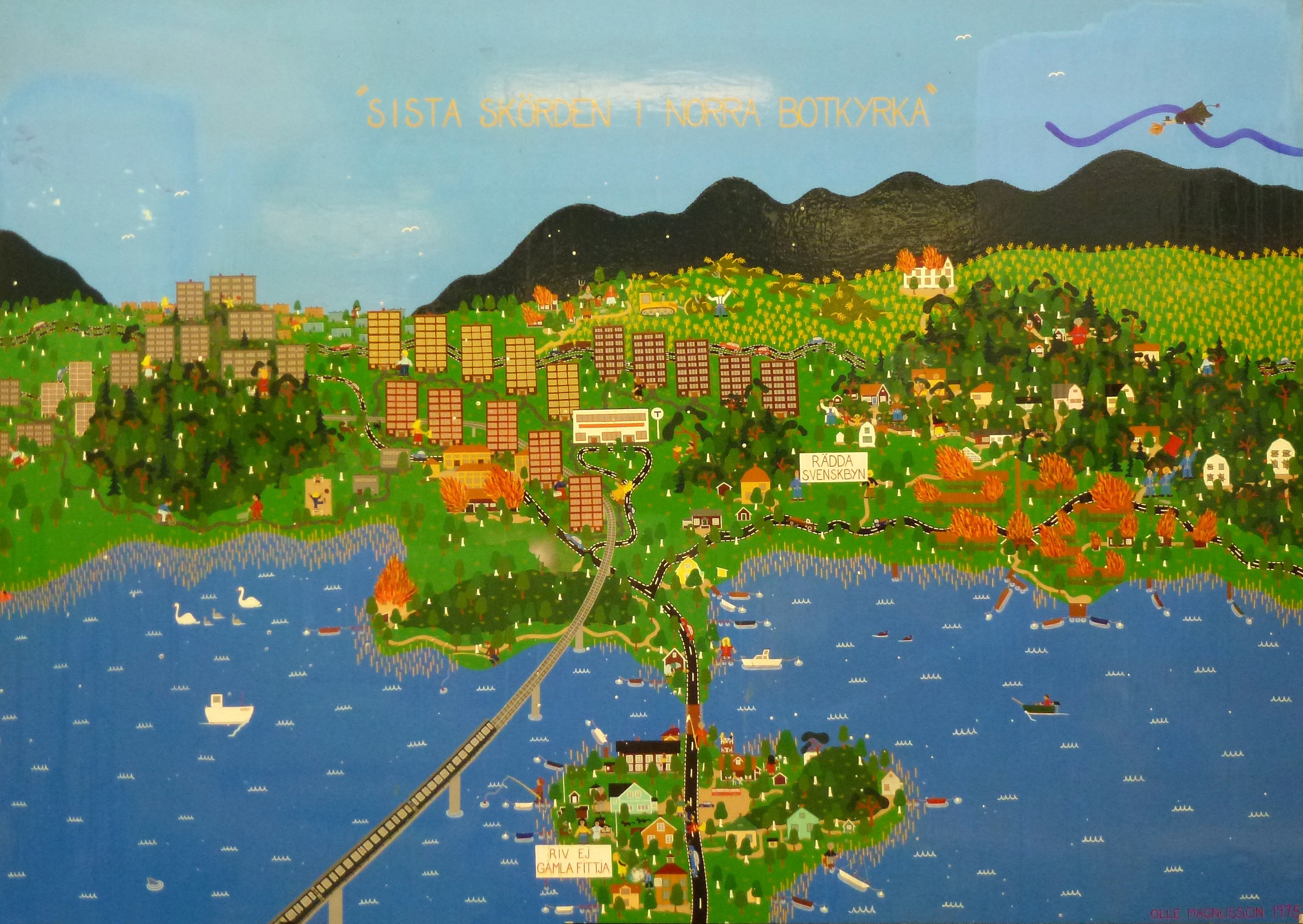
Sista skörden i norra Botkyrka
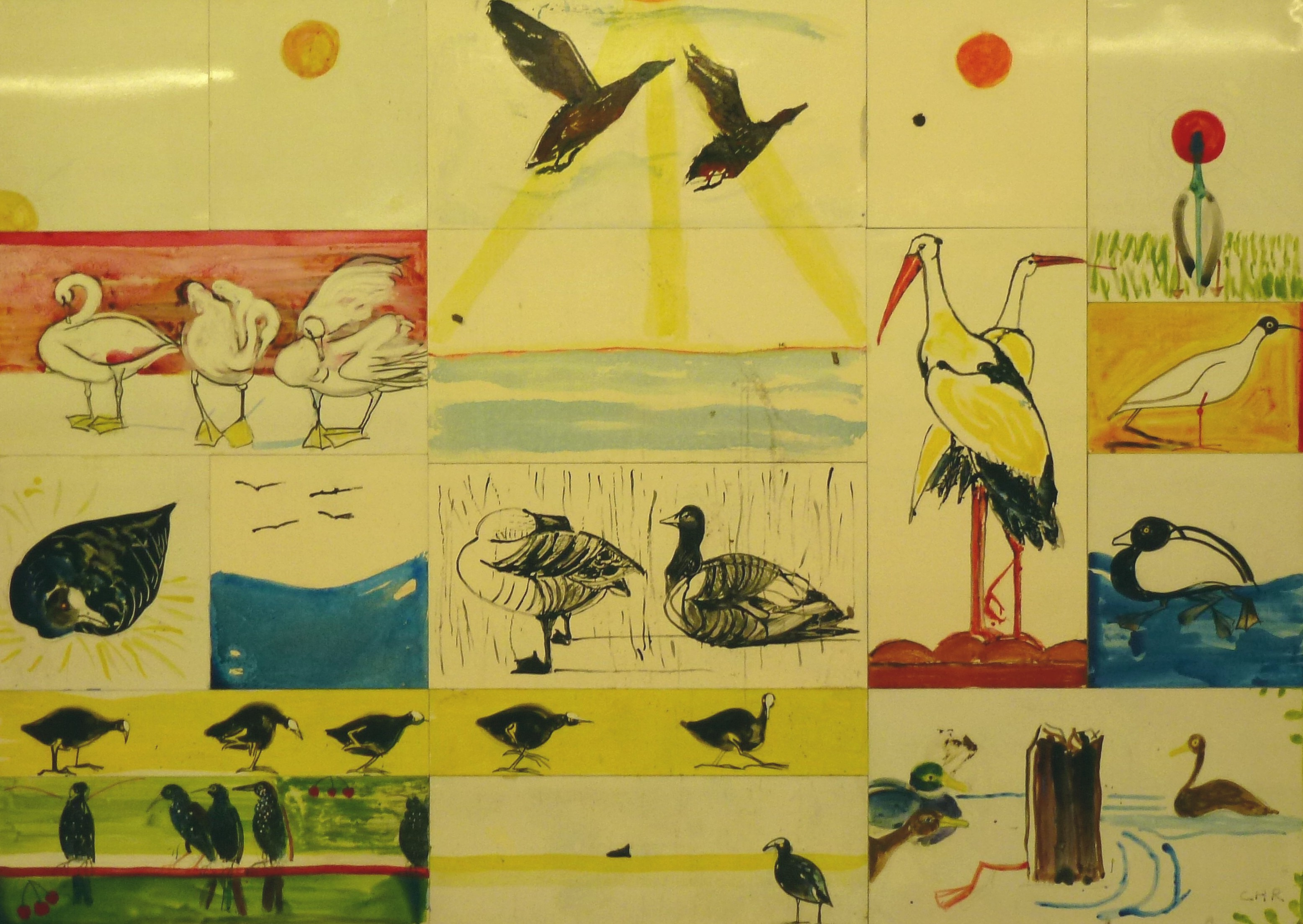
Sjöfåglar